# Eastern
Easternnek szokás nevezni azokat a kelet-európai (csehszlovák, lengyel, magyar, orosz stb.) játékfilmeket, amelyek az amerikai westernfilm műfaját tekintik mintájuknak, történetükben, dramaturgiájukban azt követik, viszont azzal ellentétben jellemzően az eurázsiai sztyeppvidéken játszódnak. A magyar filmek esetében jellemző helyszínük a 19. századi magyar puszta, és szereplői a betyárok.

## Easternek

### Magyarország
„gulyáswestern”
- Szinetár Miklós: Rózsa Sándor (1971)
- Kardos Ferenc: Hajdúk (1974)
- Szomjas György: Talpuk alatt fütyül a szél (1976)
- Rózsa János: A trombitás (1979)
- Szomjas György: Rosszemberek (1979)
- Rényi Tamás: Élve vagy halva (1979)

A műfaj inspirálta filmek:
- Gábor Pál: Hosszú vágta (1983)
- Hajdu Szabolcs: Délibáb (2014)
- Kostyál Márk: Kojot (2016)

### Szovjetunió
- Vlagyimir Motil: A sivatag fehér napja (Белое солнце пустыни) (1970)
- Nyikita Mihalkov: Idegenek között (Свой среди чужих, чужой среди своих) (1974)